# Ulica Juliusza Słowackiego w Katowicach

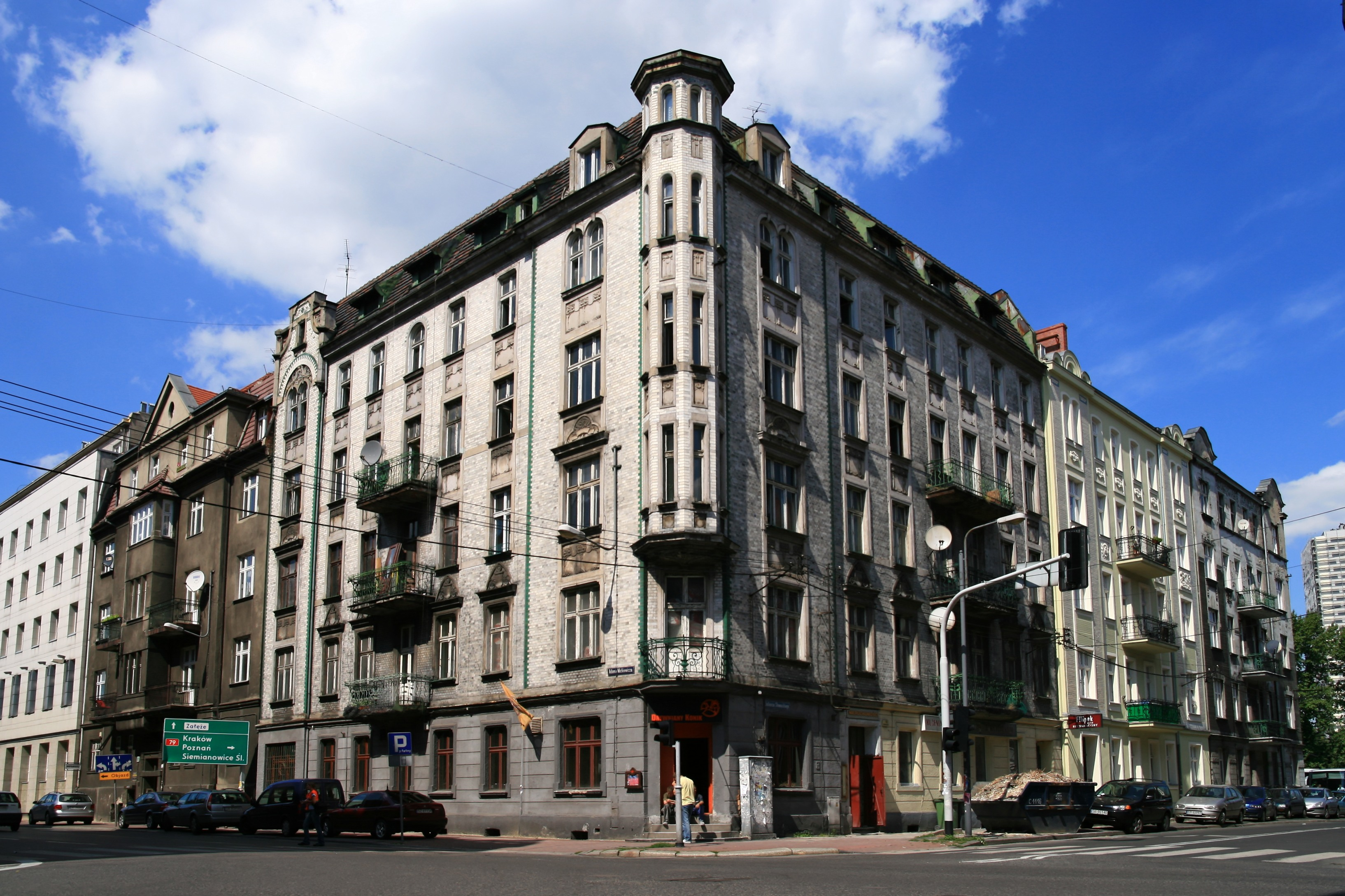
Róg ulic J. Słowackiego i A. Mickiewicza

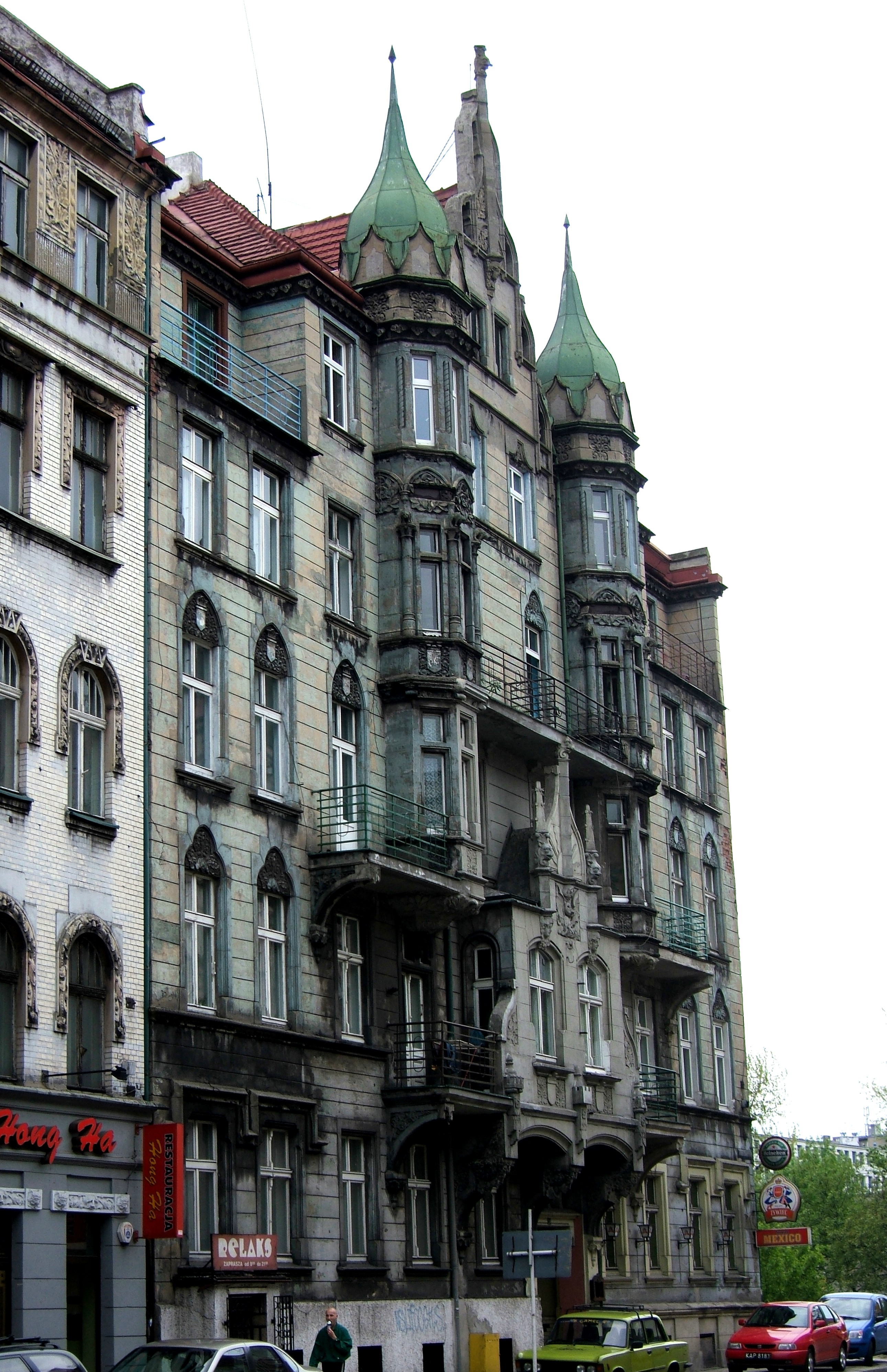
"Kamienica Gotycka" przy ul. Słowackiego 24 (wzniesiona w 1904 r. według projektu Paula Frantziocha)

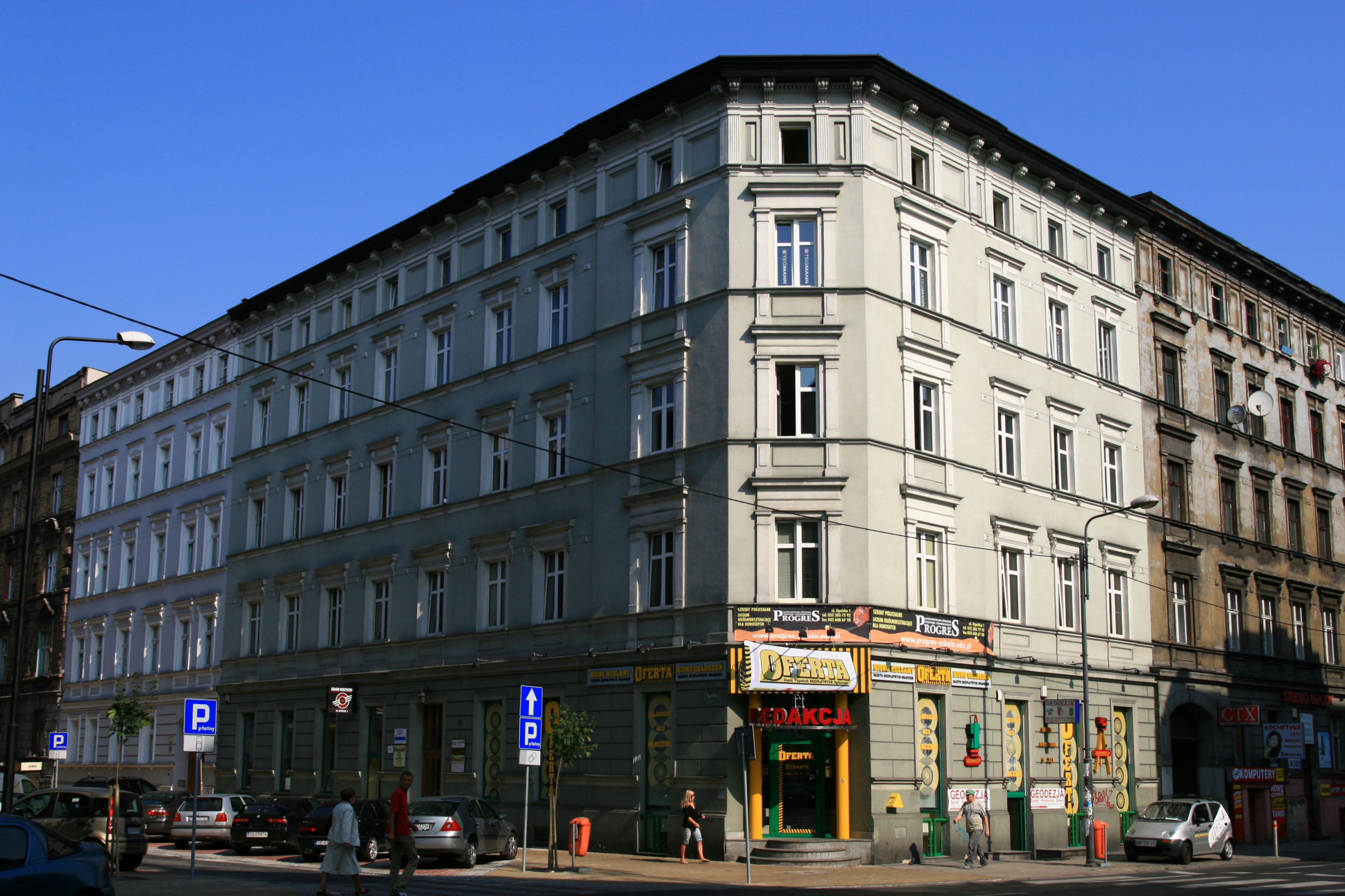
Zabytkowa kamienica (róg ul. Słowackiego i ul. Opolskiej)

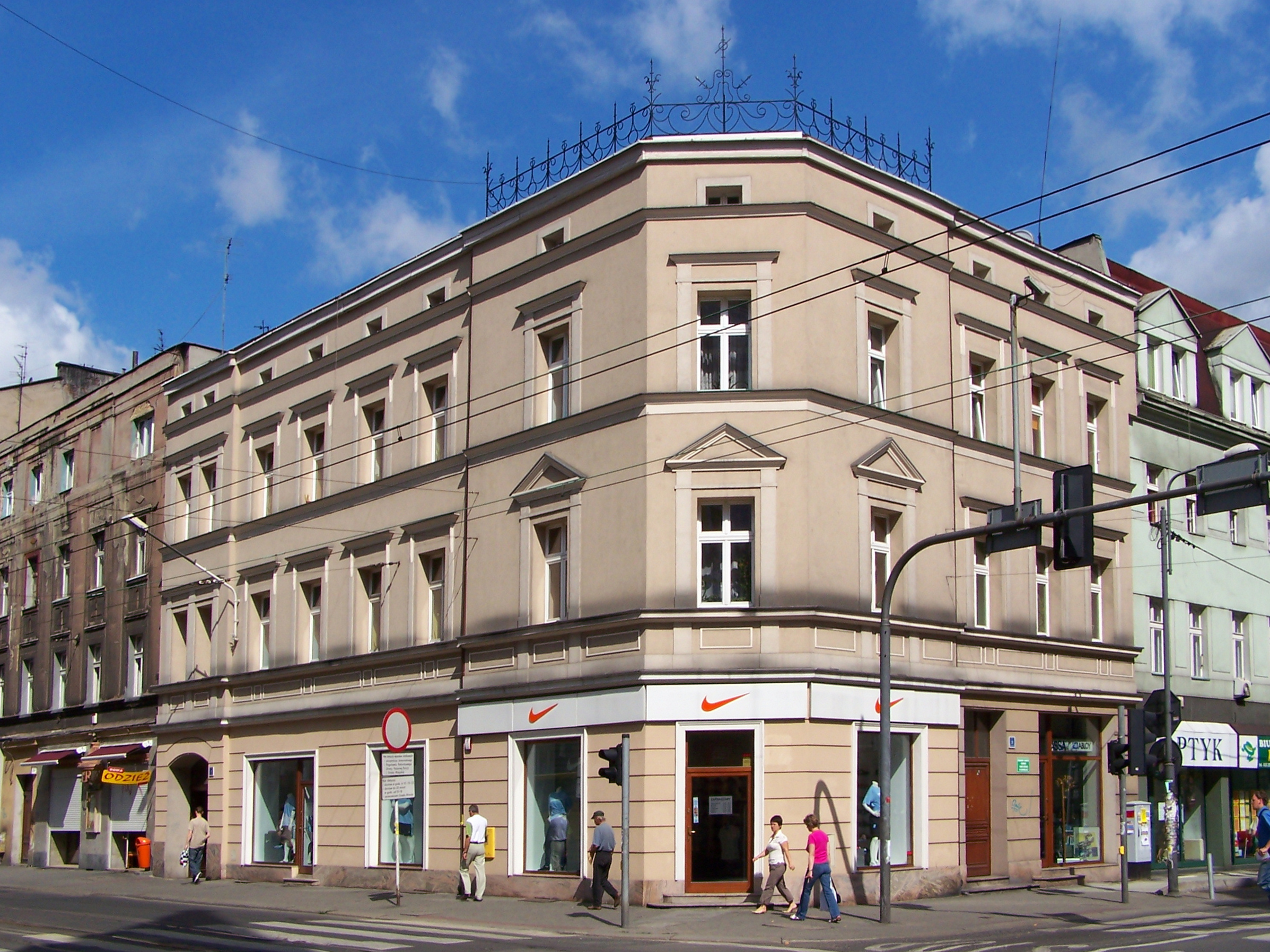
Kamienica na rogu ul. Słowackiego i ul. 3 Maja (zbudowana w 1873 r. według projektu L. Boenischa)

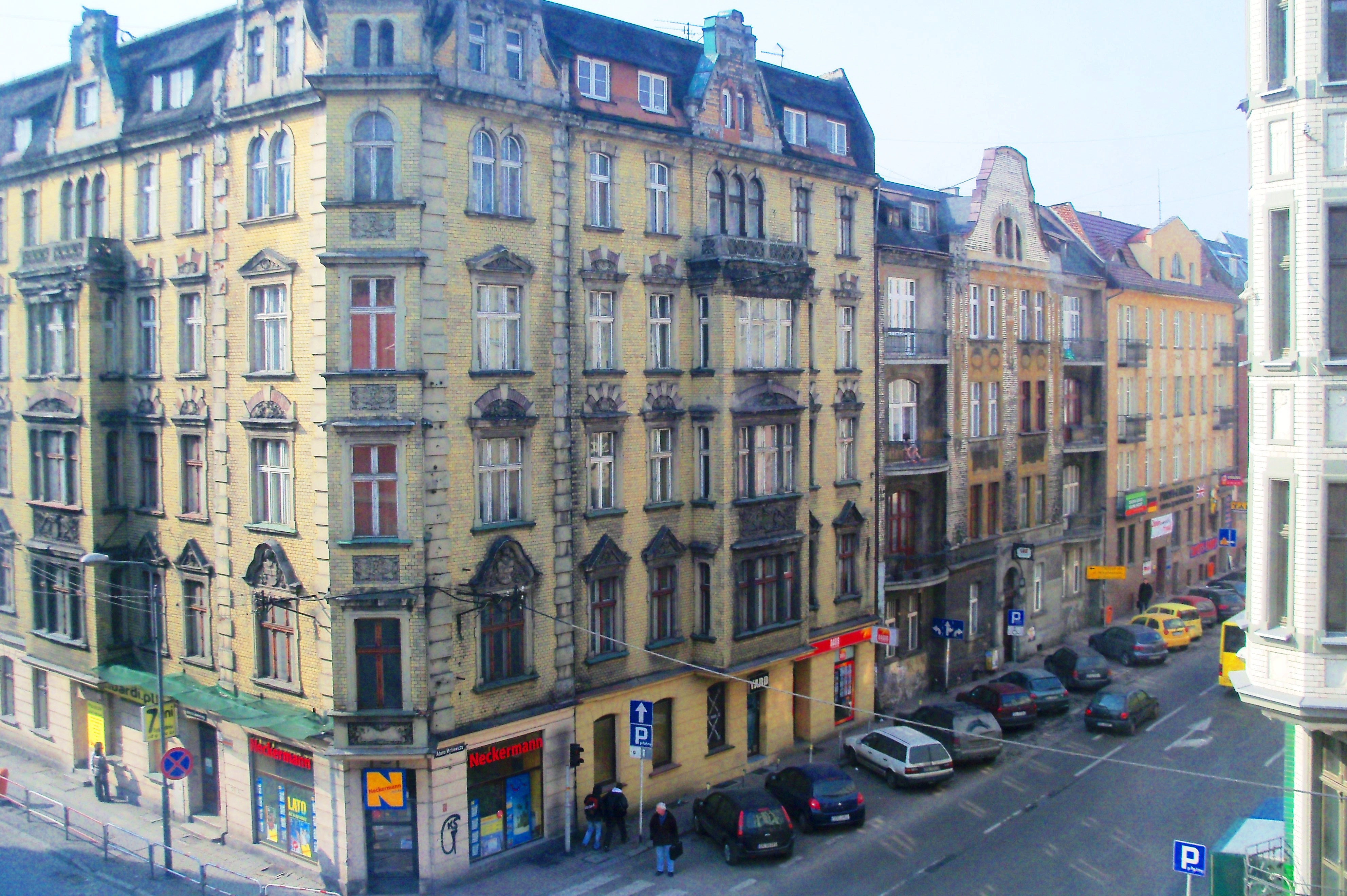
Skrzyżowanie ulic Adama Mickiewicza i Juliusza Słowackiego

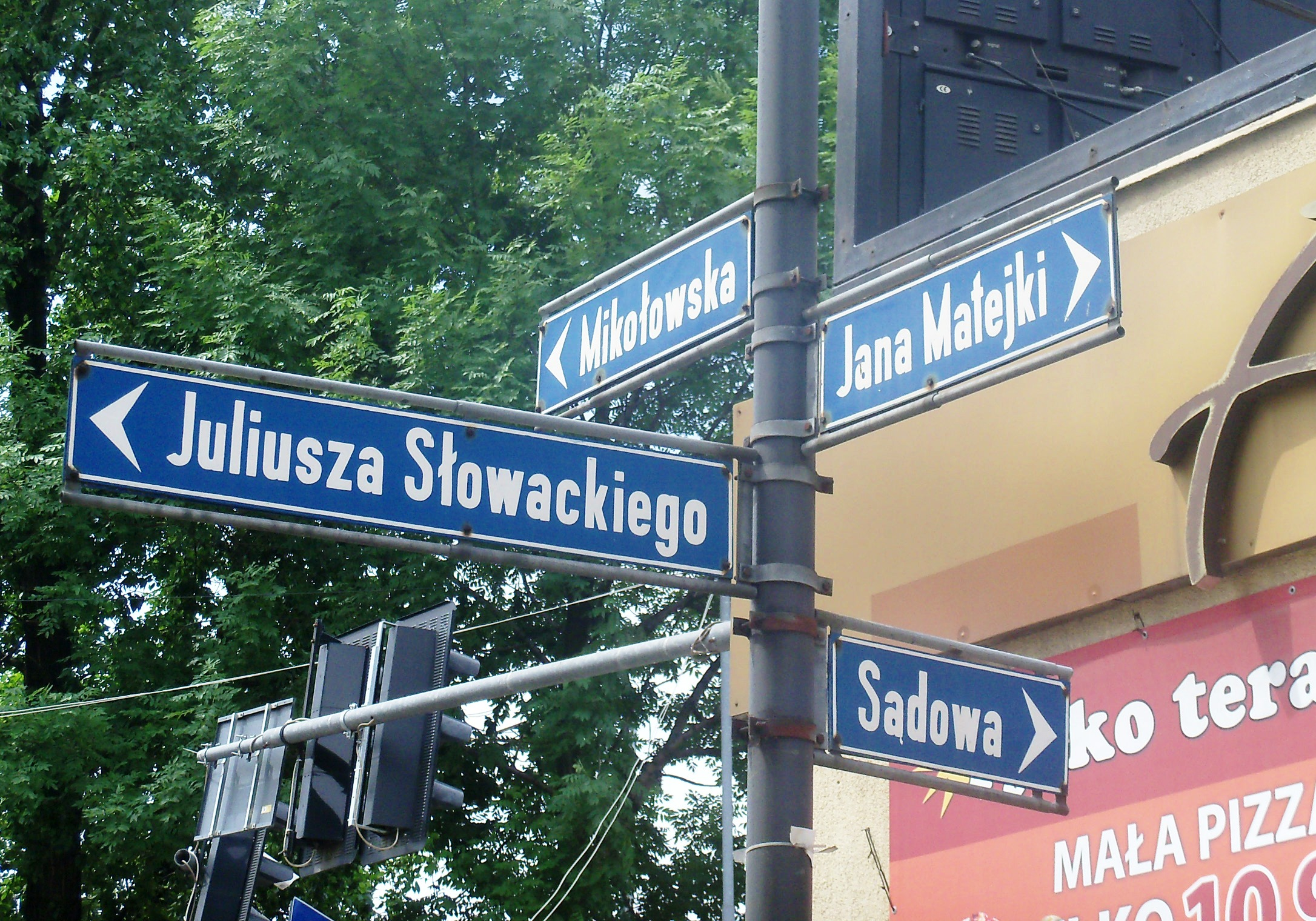
Tabliczka przy skrzyżowaniu ulic

Ulica Juliusza Słowackiego w Katowicach – jedna z ważniejszych ulic w katowickiej dzielnicy Śródmieście.

## Przebieg
Rozpoczyna swój bieg od skrzyżowania z ul. ks. Piotra Skargi, niedaleko katowickiego Dworca PKS. Biegnie następnie obok III LO im. Adama Mickiewicza, krzyżuje się z ul. Adama Mickiewicza, ul. Fryderyka Chopina, ul. Opolską i ul. 3 Maja (jedna z najbardziej znanych katowickich ulic). Na rogu ul. J. Słowackiego i ul. 3 Maja znajduje się zabytkowy budynek VIII LO (tzw. "PIK"), który został ukończony 22 marca 1875 roku. Biegnąc wzdłuż linii torów, ulica kończy swój bieg skrzyżowaniem z ulicami: Sądową, Jana Matejki i Mikołowską. Na całej długości jest równoległa do ul. Sokolskiej.

## Historia
W okresie Rzeszy Niemieckiej (do 1922) i w latach niemieckiej okupacji Polski (1939–1945) ulica nosiła nazwę Schillerstraße.
W latach 1861/62 na rogu ulic Grundmannstraße i Schillerstraße (ul. J. Słowackiego) wybudowano pierwszą katowicką synagogę według projektu Ignatza Grünfelda. Przed 1909 pod numerem 37 istniał hotel Richard. Na początku 1921 zaczęło ukazywać się czasopismo "Die Gäste" z podtytułem "Eine Halbmonatsschrift für die Künste" (pol. Dwutygodnik poświęcony sztuce). Jego wydawaniem zajął się m.in. Richard Lamza, nauczyciel muzyki. Mieszkanie nauczyciela przy Schillerstraße 9 było oficjalną siedzibą redakcji. Od 1922 pod numerem Juliusza Słowackiego 22 działała Komisja Mieszana dla Górnego Śląska, kontrolująca przestrzeganie postanowień Konwencji Genewskiej z 15 maja 1922. Jej przewodniczącym był prezydent Związku Szwajcarskiego Feliks Calonder. Od 1927 komisja działała w nowej siedzibie przy ul. Warszawskiej 7. W latach trzydziestych XX wieku przy ulicy pod numerem 37 zlokalizowany był I Komisariat Policji, pod numerem 20 – restauracja i hotel o nazwie "Pissarek", a w podwórzu kamienicy przy ul. J. Słowckiego 14 drukarnię prowadził Lajb Izrael Blumenfrucht. Pod numerem 11 swoją siedzibę posiadała Dyrekcja Okręgu Poczt i Telegrafów, pod numerem 14 – oddział towarzystwa ubezpieczeniowego "Polonia", pod numerem 27 – restauracja "Pod Rogiem Klasycznym" Amanda Brüera, pod numerem 20 – Zjednoczenie Polskich Emalierni. W dwudziestoleciu międzywojennym pod numerem 10 funkcjonował oddział Banku Handlowo-Spółdzielczego. W 1945 pod numerem 27 otwarto kawiarnię i bar "Gdański" z kręgielnią. Od 1959 pod numerem 12 działa Związek Śląskich Kół Śpiewaczych.
W 2009 na odcinku od ul. J. Matejki do ul. Dworcowej ulica J. Słowackiego została poszerzona. Przebudowano chodniki i miejsca parkingowe. Inwestycja wyniosła około miliona złotych.
W ramach przebudowy katowickiego dworca 24 stycznia 2011 rozpoczęła się modernizacja ulicy Juliusza Słowackiego na odcinku od skrzyżowania z ul. Mikołowską do skrzyżowania z ul. 3 Maja.

## Obiekty i instytucje
Przy ulicy Juliusza Słowackiego znajdują się następujące historyczne obiekty:
- Kamienica mieszkalna (ul. J. Słowackiego 6)[22].
- Kamienica mieszkalna (ul. J. Słowackiego 8, ul. F. Chopina 3), wzniesiona w latach dwudziestych XX wieku[22].
- Kamienica mieszkalno-handlowa (ul. J. Słowackiego 10, ul. F. Chopina 10)[22].
- Kamienica mieszkalna (ul. J. Słowackiego 11)[22].
- Kamienica mieszkalna (ul. J. Słowackiego 12)[22].
- Kamienica mieszkalna (ul. J. Słowackiego 13)[22].
- Kamienica mieszkalna (ul. J. Słowackiego 14)[22].
- Narożna kamienica mieszkalna (ul. J. Słowackiego 15, róg z ul. A. Mickiewicza)[22].
- Kamienica mieszkalna (ul. J. Słowackiego 16)[22].
- Narożna kamienica mieszkalna (ul. J. Słowackiego 17, ul. F. Chopina 5)[22].
- Kamienica mieszkalna (ul. J. Słowackiego 18)[22].
- Narożna kamienica mieszkalna (ul. J. Słowackiego 19, ul. F. Chopina 12)[22].
- Narożna kamienica mieszkalna (ul. J. Słowackiego 20, ul. 3 Maja 25)[22].
- Kamienica mieszkalna (ul. J. Słowackiego 21)[22].
- Zabytkowy budynek narożny (ul. 3 Maja 40, ul. J. Słowackiego 22), wpisany do rejestru zabytków (nr rej.: A/1303/83 z 7 lipca 1983[23], obecnie A/1303/23[24]); wybudowany w początku XX wieku w stylu historycznym[25][26]. W latach międzywojennych w kamienicy istniała Centralna Drogeria Alojzego Szmyta[27].
- Kamienica mieszkalna (ul. J. Słowackiego 23)[22].
- Zabytkowa kamienica (ul. J. Słowackiego 24)[22]; wzniesiona w 1904 według projektu Paula Frantziocha; w stylu eklektycznym z dominującymi elementami secesji i neogotyku. Zbudowana na planie litery "U", z oficynami boczną i tylną, tworząc z nimi czworobok zabudowy. Budynek posiada pięć kondygnacji, podpiwniczenie, poddasze, trójskrzydłową bryłę rozbitą od frontu trzema wykuszami: centralnym usytuowanym w strefie drugiej kondygnacji i zwieńczonym szczytem oraz dwoma wykuszami – wieżyczkami nakrytymi hełmami. Osie skrajne ostatniej kondygnacji cofnięto w stosunku do lica elewacji. Kamienicę zwieńczono neogotyckim szczytem i nakryto dachem dwuspadowym. Tynkowaną i boniowaną dziewięcioosiową elewację frontową ukształtowano symetrycznie. Na piątej osi pierwszej kondygnacji znajduje się brama przejazdowa. Okna prostokątne, na drugiej i trzeciej kondygnacji nakryto neogotyckimi naczółkami, pozostałe okna ujęto w tynkowane opaski. Szczyty ozdobiono dekoracjami roślinnymi i pinaklami. Na osiach przylegających do wykuszy na poziomie drugiej kondygnacji istnieją balkony, wsparte na konsolach, na trzeciej kondygnacji – balkony na osiach przylegających do wieżyczek. Dodatkowy balkon łączy wieżyczki na poziomie czwartej kondygnacji. Brama przejazdowa sklepiona została kolebkowo, na ścianach znajduje się okładzina ceramiczna. We wnętrzu zachowały się schody dwubiegowe z tralkową balustradą. Okna klatki schodowej przeszklono kolorowymi szybkami[28]. W dwudziestoleciu międzywojennym swoją siedzibę miała tutaj Dyrekcja Okręgu Śląskiego Towarzystwa Ubezpieczeń Wzajemnych na Wypadek Choroby w Warszawie[16].
- Narożna kamienica miejska (ul. Opolska 1, ul. J. Słowackiego 25)[22].
- Narożna kamienica mieszkalna (ul. Opolska 2, ul. J. Słowackiego 27)[22].
- Kamienica mieszkalna (ul. J. Słowackiego 29)[22].
- Kamienica mieszkalna (ul. J. Słowackiego 31)[22].
- Narożna kamienica mieszkalna (ul. 3 Maja 27, ul. J. Słowackiego 33)[22].
- Gmach szkoły (ul. 3 Maja 42, róg z ul. J. Słowackiego 35), obecnie VIII Liceum Ogólnokształcące im. Marii Skłodowskiej-Curie, wzniesiony w latach siedemdziesiątych XIX wieku w stylu modernizmu/neorenesansu, przebudowany ok. 1910[22].
- Kamienica mieszkalna (ul. J. Słowackiego 37)[22].
- Zabytkowa kamienica mieszkalno-handlowa (ul. J. Słowackiego 39), wpisana do rejestru zabytków (nr rej.: A/1543/94 z 1 marca 1994[23]); wzniesiona w 1905 w stylu secesyjnym[25].
- Kamienica Dyrekcji Okręgowej Kolei Państwowych (ul. J. Słowackiego 41/43), wzniesiona według projektu arch. Tadeusza Michejdy[22] w latach 1930–1931[29] w stylu funkcjonalizmu[30].
- Kamienica mieszkalna (ul. J. Słowackiego 45, 47)[22].
- Kamienica mieszkalna (ul. J. Słowackiego 49)[22].
- Kamienica mieszkalna (ul. J. Słowackiego 51)[22].
- Narożna kamienica mieszkalna (ul. J. Słowackiego 53, ul. J. Matejki 8)[22]; obiekt wyburzono w latach 2013–2014[31].

Przy ul. Juliusza Słowackiego swoją siedzibę mają (stan z 2011): Galeria Sztuki Kowadło, biura podróży, przedsiębiorstwa handlowo-usługowe, kancelarie adwokackie, Biuro Rozwoju Miasta "Katowice" sp. z o.o., Instytut Gospodarki Nieruchomościami, Fundacja Homini, Komunalny Zakład Gospodarki Mieszkaniowej (oddział nr 8), niepubliczne zakłady opieki zdrowotnej, Miejska Biblioteka Publiczna – Filia nr 35, Śląska Liga Darta, Terenowy Komitet Ochrony Praw Dziecka.
Ulicą Słowackiego kursują linie autobusowe ZTM.